# 묘코쿠지마에 정류장
묘코쿠지마에 정류장(일본어: 妙国寺前停留場, みょうこくじまえていりゅうじょう)은 일본 오사카부 사카이시 사카이구에 있는 한카이 전기 궤도의 정류장이다. 역 번호는 HN20이다.

## 정류장 구조
오미치스지 중앙부에 위치한다. 단선 승강장이 모쿠초 사거리를 끼고 엇갈리게 배치되어 있다. 하마데라에키마에 방면 플랫폼이 주쿠야초히가시 1초에, 에비스초 방향 플랫폼이 자이모쿠초히가시 1초에 있다.

## 역 주변
정류장과 병행한 곳에 난카이 버스 정류장명은 "자이모쿠초"이다.
- 묘코쿠지 - 남동쪽으로 300m.
- 사카이 HAMONO 뮤지엄(사카이 칼 전통 산업 회관)
- 오사카 부 경찰 사카이 경찰서 자이모쿠초 파출소

## 사진

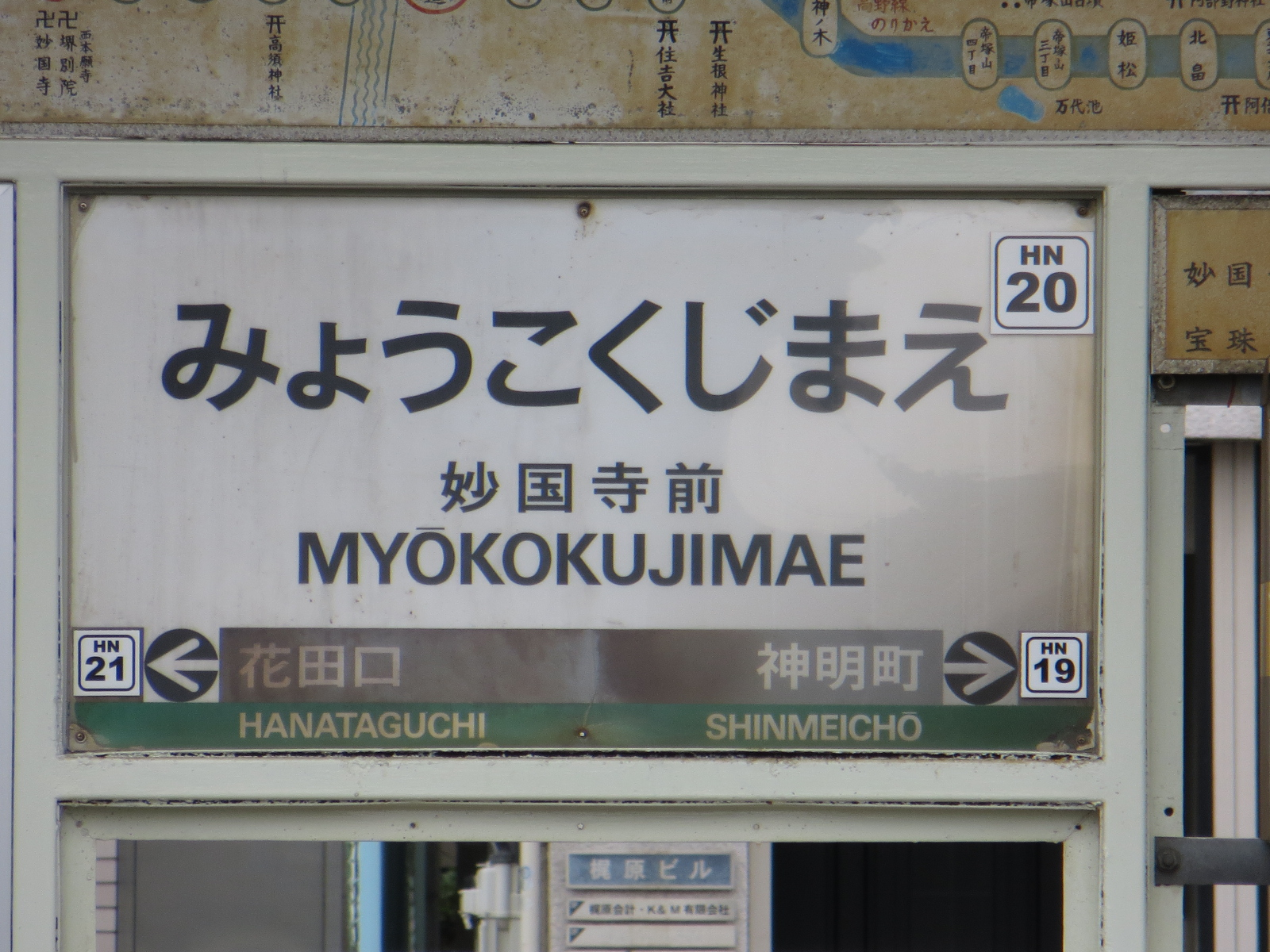
역명판

## 인접역
| 한카이 전기 궤도 ■ 한카이 선 | 한카이 전기 궤도 ■ 한카이 선 | 한카이 전기 궤도 ■ 한카이 선          |
| ---------------------------- | ---------------------------- | ------------------------------------- |
| HN19 신메이초 에비스초 방면  |                              | 하나타구치 HN21 하마데라에키마에 방면 |